# 題名のない子守唄
『題名のない子守唄』（だいめいのないこもりうた、伊: La sconosciuta、英: The Unknown Woman）は、2006年のイタリア映画。
現在と過去を交えて、謎めいた過去を秘める女を描いたミステリー映画。
上映時に冒頭で「この映画には秘密が隠されています、結末は誰にも言わないで下さい」といった字幕が表示された。
過激な描写があり、日本ではR-15指定となった。日本版では性器にボカシ修正がかかっている。

## あらすじ
ウクライナからイタリアのトリエステにやってきたイレーナは、金細工の工房を営むアダケル夫妻に近づく。なぜか彼女は、その家の家政婦になることに執着しており、すでに働いていた家政婦のジーナを事故に見せかけて突き落とし、念願の仕事に就くことになる。
勤勉なイレーナはすぐに夫人に受け入れられ、夫妻の防衛本能に障害を持った一人娘テアも心を開いていく。その裏でイレーナは、隠れて室内を物色するなど不可解な行動を取り始めていく。時は経ち、彼女の前に一人の黒い服の男が現れるようになる。

## キャスト
| 役名                 | 俳優                               | 日本語吹替 |
| -------------------- | ---------------------------------- | ---------- |
| イレーナ             | クセニア・ラパポルト               | 山像かおり |
| ムッファ“黒カビ”     | ミケーレ・プラチド                 | 廣田行生   |
| ヴァレリア・アダケル | クラウディア・ジェリーニ           | 大坂史子   |
| ジーナ               | ピエラ・デッリ・エスポスティ       | 棚田恵美子 |
| マッテオ             | アレッサンドロ・ヘイベル           | 麦人       |
| テア・アダケル       | クララ・ドッセーナ                 |            |
| ルクレッツァ         | アンヘラ・モリーナ                 |            |
| 弁護士               | マルゲリータ・ブイ                 |            |
| ドナート・アダケル   | ピエルフランチェスコ・ファヴィーノ |            |

## スタッフ
- 監督：ジュゼッペ・トルナトーレ
- 製作総指揮：ラウラ・ファットーリ
- 脚本：ジュゼッペ・トルナトーレ、マッシモ・デ・リタ
- 撮影：ファビオ・ザマリオン
- 美術：トニーノ・ゼッラ
- 衣装：ニコレッタ・エルコーレ
- 編集：マッシモ・クアッリア
- 音楽：エンニオ・モリコーネ
- 音響：ジルベルト・マルティネッリ
- 助監督：アルベルト・マンジャンテ
- 製作アシスタント：ステファノ・チャローニ
- 日本語字幕：吉岡芳子

## 受賞・ノミネート
2007年ヨーロッパ映画賞
- ノミネート：監督賞
- ノミネート：主演女優賞
- ノミネート：撮影賞
- 受賞：観客賞

第52回イタリア・アカデミー賞
- 受賞：作品賞
- 受賞：監督賞
- 受賞：主演女優賞
- 受賞：音楽賞
- 受賞：脚本賞